# 放生津
放生津（ほうじょうづ）は、富山県射水市（旧新湊市）の海岸部にあった湊町。新湊市旧町部に相当する。現在の射水市放生津町（ほうしょうづまち）。

## 概要

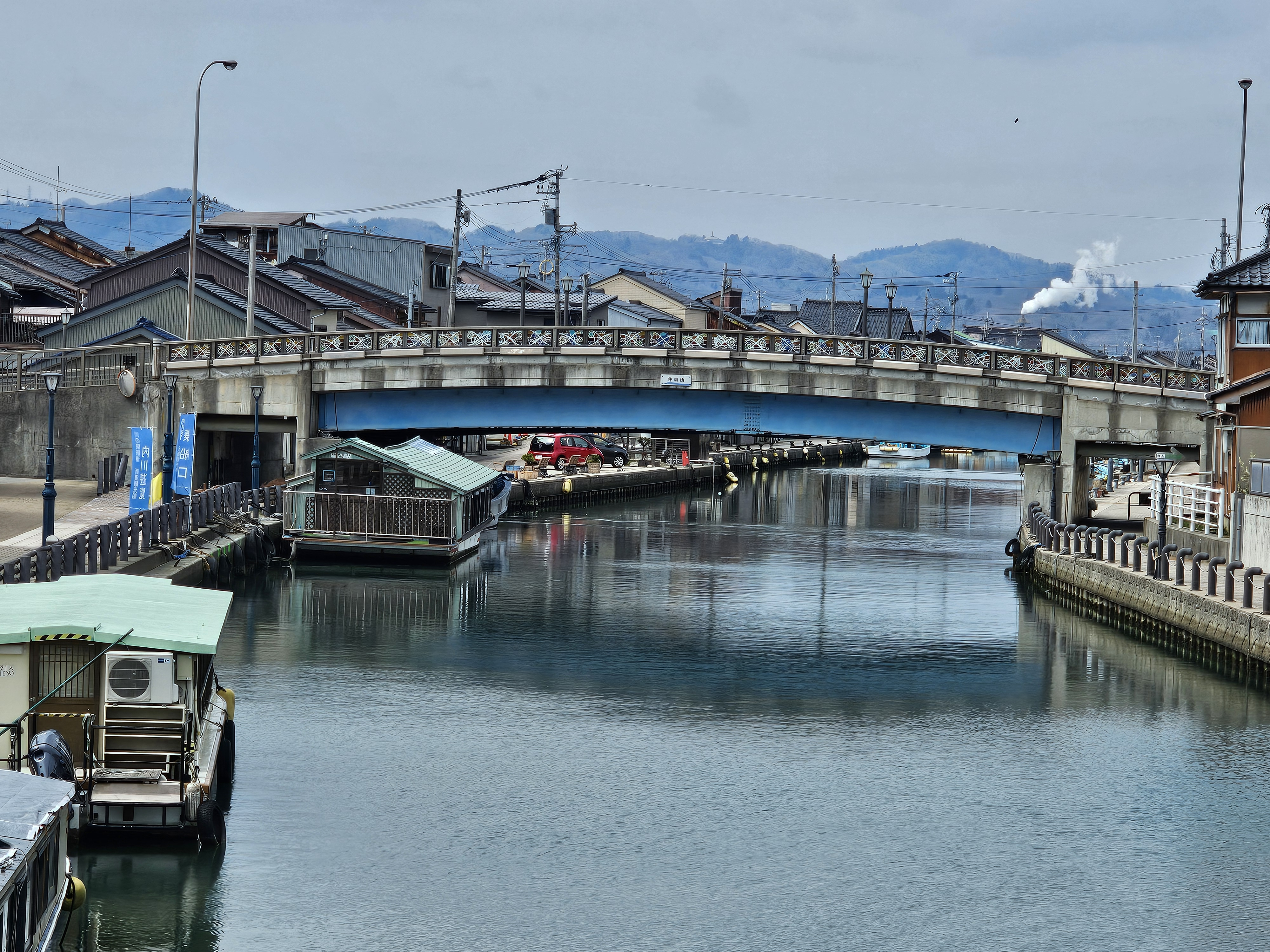
現在の内川と放生津の町並み

奈良時代の越中国の国府は庄川の左岸の伏木にあって、放生津の位置は庄川の対岸（右岸）にある。放生津の東には潟湖の放生津潟があって、潟湖の水は放生津の町の中を東から西に流れる内川によって富山湾に流れ込んでいた。中世以来放生津の港湾機能が発達し、越中の守護所が置かれて、重要な港湾都市・政治都市となった。1493年（明応2年）から1498年まで、第10代足利将軍の足利義材が放生津に滞在し、多くの幕府奉行集や奉公人・公家が下向していた。16世紀中ごろに越中を支配していた神保長職が本拠を富山に移して以後放生津の政治的地位は低下し、江戸時代は商業都市・港町へと転化し、廻船業や漁業が発達した。

## 由来
地名は同所の放生津八幡宮で10月2日に行われている放生会にちなむとされている。「山王町」「中町」「奈呉町」の3旧町で構成される。近くの潟湖は放生津潟と呼ばれた。放生津の地名が史料に出てくるのは13世紀末でそれまでは奈呉と呼ばれていた。「放生津の祭」によれば鎌倉時代に奈呉から放生津へと変わったとされているが、「しんみなとの歴史」によれば両名称が併存していたとされている。

## 歴史
万葉集に、大伴家持らが奈呉の海（放生津潟の当時の呼び名）を詠んだ歌がいくつか掲載されている。鎌倉期に越中守護所が置かれ（放生津城）、1292年（正応5年）から翌年にかけて時宗二祖他阿真教が放生津を訪れ教化を行った。時衆は船運・海運に長ずるもの多く、以後の放生津の発展に寄与した。例えば1306年（嘉元4年）放生津在の時衆の廻船業者の持ち船が、敦賀に向かう途中の越前三国湊で略奪され、幕府の元で訴訟沙汰となった記録がある。1332年（玄弘2年）後醍醐天皇の皇子で京都大覚寺門跡の恒性が倒幕活動を理由に北条氏によって捕らえられ越中に流されたが、翌年放生津城の名越時有が恒性を殺害し、同年討幕側の大軍によって放生津城が落城して城は炎上した。この時　城の落城に際し放生津の町には大きな変化が無かったとされる。
室町期になると石清水八幡宮領となり、守護畠山氏に代わり射水郡・婦負郡守護代の神保氏が支配した。1493年、明応の政変で自害した畠山政長の重臣であった神保長誠は、政変で幽閉された将軍足利義材が脱出して放生津に下向したため、正光寺を将軍御所として改装し迎えた（放生津幕府）。将軍の元には京都から多数の幕府関係者らが下向し、御座所を供奉した人数は260名に達した。永正17年（1520年）に放生津城は越後守護代長尾氏の攻撃で焼失、守護代神保慶宗が敗死した。1543年（天文10年）神保家を再興した長職が本拠を富山に移したため、以後は越中の政治的中心としての機能は失われた。

### 江戸時代の廻船業
近世に入り、加賀藩前田家領となった放生津は漁業と廻船業が発達する。江戸時代初期の1665年（寛文5年）に射水郡から上方に向けて貢米2千石が積み出された記録があり、当時から大阪への廻船ルートが存在していた。当初輸送には他国の船が使われたが、寛政（1789年から）のころから地元越中の船を使って輸送した記録が増えてくる。1817年（文化14年）の記録では放生津町は渡海船52艘と沖通船20艘を持っていた。
嘉永7年の加賀藩領の長者番付「加越能三国角力見立一長者番付」では、最高位の東大関が加賀の銭屋五兵衛だが、西の関脇に放生津の綿谷彦九郎があり、前頭以下にも放生津の廻船業者の名前が並んでいる。綿谷彦九郎は幕末に活躍した廻船業者で、宝永（1704年から）の頃に放生津に着て漁業に携わり、1802年（享和2年）には加賀藩の調達金に応じた4家に名を連ねている。これ以後廻船業にも進出し、その持ち船は北は松前・出羽から西は日本海沿いに能登・若狭・伯耆・長門、中国四国九州の瀬戸内海沿い、兵庫湊・大阪・堺など手広く運行して米や綿や松前の海産物を積んで、各地で売りさばいていた。綿谷彦九郎の北前船の運航は明治になっても継続している。